# سنت کلاود (فلوریدا)
سنت کلاود (به انگلیسی: St. Cloud) شهری در شهرستان اوسئولا ایالت فلوریدا است که در سال ۱۹۱۱ بنیان‌گذاری شده‌است. این شهر طبق سرشماری سال ۲۰۱۰ میلادی، ۳۵٬۱۸۳ نفر جمعیت داشته و مساحت آن نیز ۲۳٫۷ کیلومتر مربع است.